# Padres de Tucson
Pour la même franchise relocalisée, voir Chihuahuas d'El Paso.
Les Padres de Tucson (en anglais : Tucson Padres) étaient une équipe de ligue mineure de baseball basée à Tucson en Arizona de 2011 à 2013. La franchise commence son affiliation aux Padres de San Diego de la Ligue majeure de baseball en 2001 lorsqu'elle est basée à Portland en Oregon et appelée Beavers de Portland, où elle demeure jusqu'en 2010. Les Padres de Tucson étaient un club-école de niveau Triple-A dans la Ligue de la côte du Pacifique et jouait ses matchs locaux au Kino Veterans Memorial Stadium. Après 3 saisons, elle est relocalisée à El Paso au Texas et devient les Chihuahuas d'El Paso.

## Histoire

L'ancien emblème du club

Plusieurs formations ont porté le nom des Beavers de Portland en Pacific Coast League (les Beavers de Portland (1903-1973) et les Beavers de Portland (1978-1993)) avant le déménagement des Dukes d'Albuquerque à Portland en 2001. Le retour d'une formation Triple-A à Portland fait suite à l'échange de filiales opéré entre les Dodgers de Los Angeles et les Padres de San Diego. La rénovation en 2000 du Civic Stadium de Portland, rebaptisé PGE Stadium, fut déterminant dans ce choix.
Le palmarès des Beavers depuis 2001 est assez maigre : un titre de champion de division en 2004.
En 2007, le propriétaire de la franchise a évoqué un changement de nom afin de se démarquer des Beavers d'Oregon State, club omnisports de l'Université d'État de l'Oregon.

## Saisons des Beavers
| Saison | Vic.-Déf. | Class. | Playoffs |
| ------ | --------- | ------ | -------- |
| 2001   | 71-73     | 8e     |          |
| 2002   | 72-71     | 8e     |          |
| 2003   | 69-75     | 12e    |          |
| 2004   | 84-60     | 1er    | 1er tour |
| 2005   | 70-73     | 10e    |          |
| 2006   | 68-76     | 11e    |          |
| 2007   | 58-86     | 15e    |          |
| 2008   | 70-74     | 9e     |          |
| 2009   | 60-84     | 15e    |          |